# Localizzatore subacqueo a cortina trainata

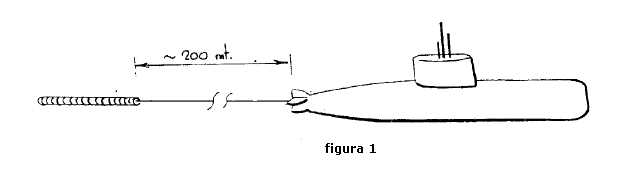
Cortina trainata (a tratto) e cavo di traino di.

I sottomarini e le navi, per la scoperta dei bersagli attivi  molto lontani, a volte, utilizzano sonar con basi acustiche  di notevole lunghezza, rilasciate e trainate come code del battello stesso. Questo sonar è identificato con il termine di localizzatore subacqueo a cortina trainata. Nel linguaggio comune è anche chiamato più semplicemente, ma con meno precisione,  come sonar trainato, in inglese  towed array sonar (TAS). 
La cortina è tenuta tramite il cavo di traino a notevole distanza dal battello per ridurre al massimo le interferenze acustiche del sottomarino sulla cortina stessa.

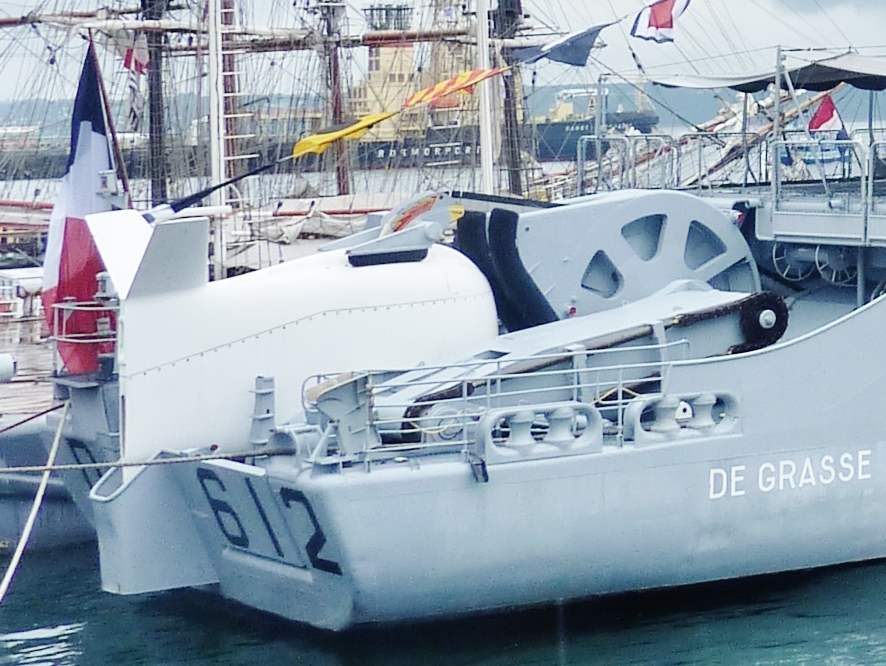
Un sistema SLASM (DSBX-1) che comprende anche un sonar trainato.

## Struttura della cortina

### Parte a mare
La cortina trainata è formata da un lungo tubo di materiale plastico, trasparente al suono, all'interno del quale sono cablati numerosi elementi idrofonici, generalmente di tipo cilindrico, dotati di preamplificatori a basso rumore.

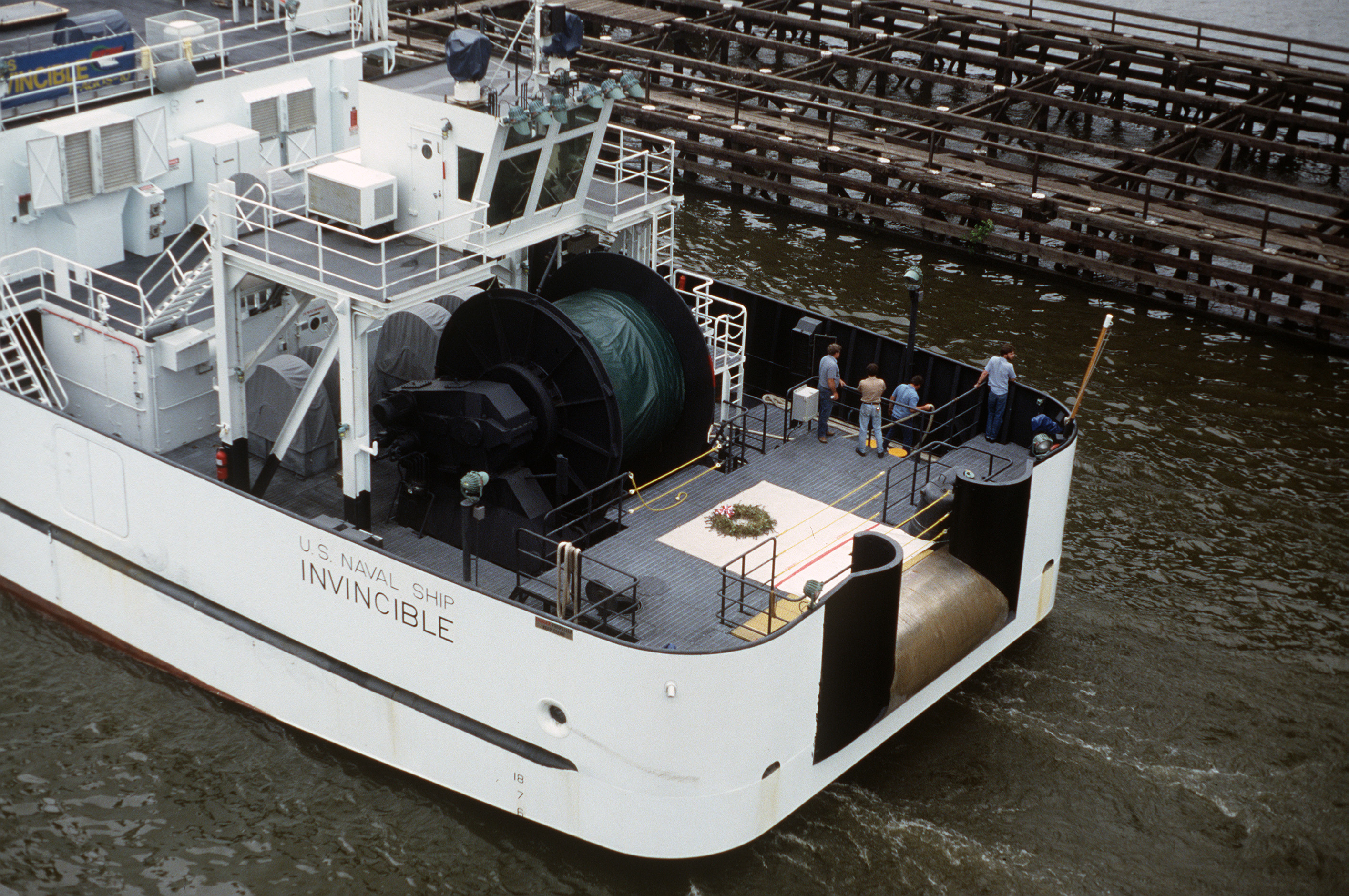
Installazione sulla nave USNS Invincible (AGOS-10) del sistema SURTASS.

### Parte nel battello
All'interno del sottomarino, oppure della nave, la cortina è avvolta in speciali tamburi che oltre alla ottimale sistemazione volumetrica consentono il loro collegamento con un dedicato settore funzionale del sonar di bordo.
Generalmente il collegamento al sonar prevede tante connessioni separate quante sono le zone acusticamente sensibili della cortina (possono essere per ciascun elemento idrofonico o per gruppi di elementi). 

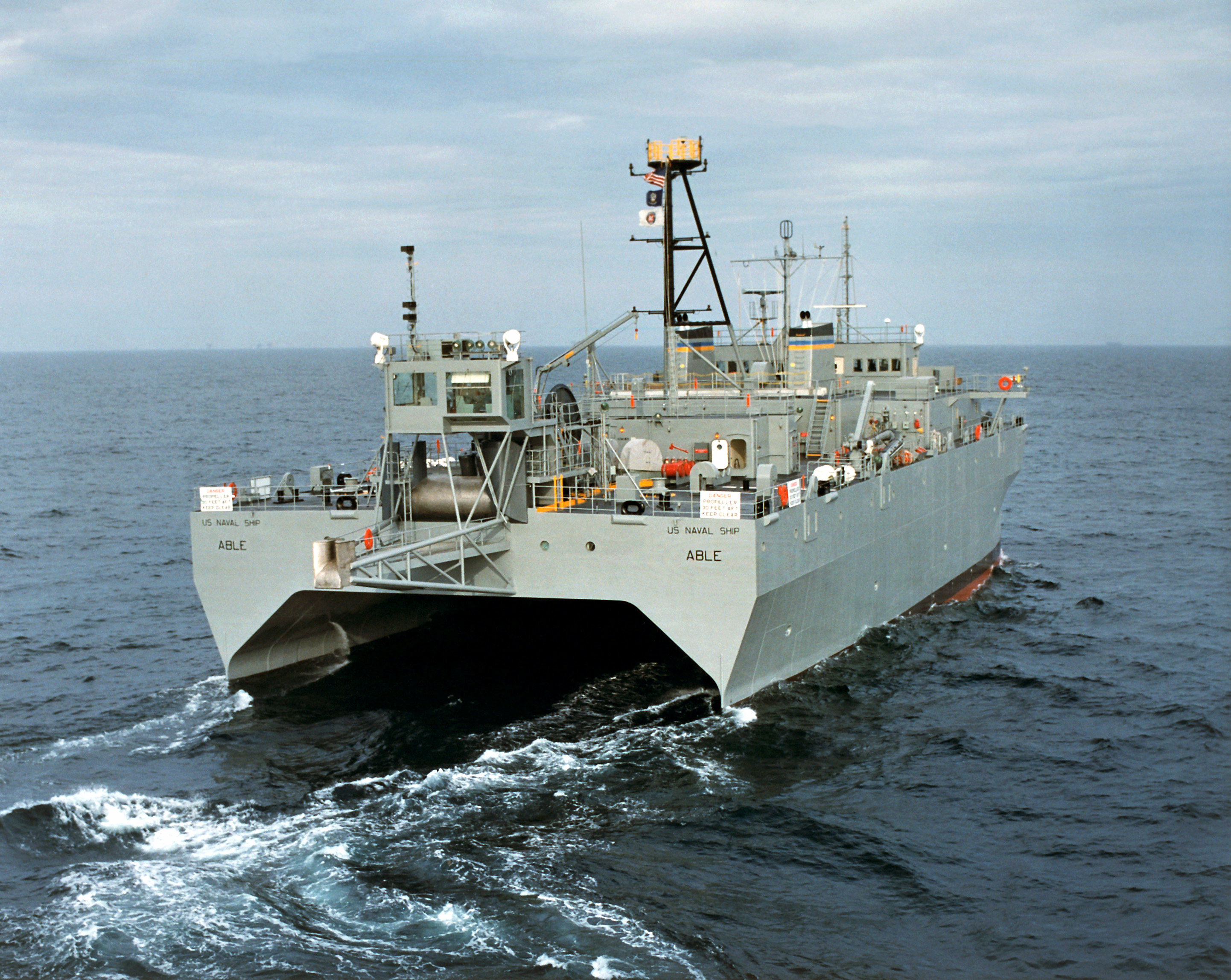
La nave USNS Able (T-AGOS-20) impegnata nel recupero del sonar trainato SURTASS.

### Dimensioni

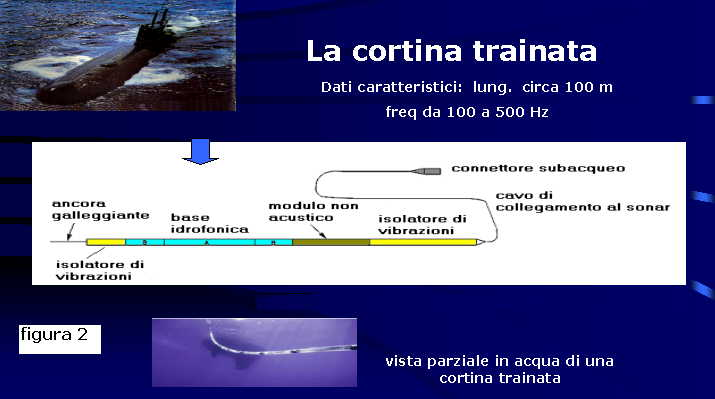

La cortina idrofonica è studiata per la scoperta dei bersagli a grande distanza, e questo comporta l'impiego di frequenze molto basse dato che tali frequenze subiscono una minor attenuazione per assorbimento nel loro percorso.
Per ottenere buone caratteristiche di direttività, date le basse frequenze d’ascolto,  la cortina deve avere una notevole lunghezza;  indicativamente di circa  {\displaystyle 100\ m} per una banda d'ascolto da  {\displaystyle 100\ a\ 500\ Hz}.

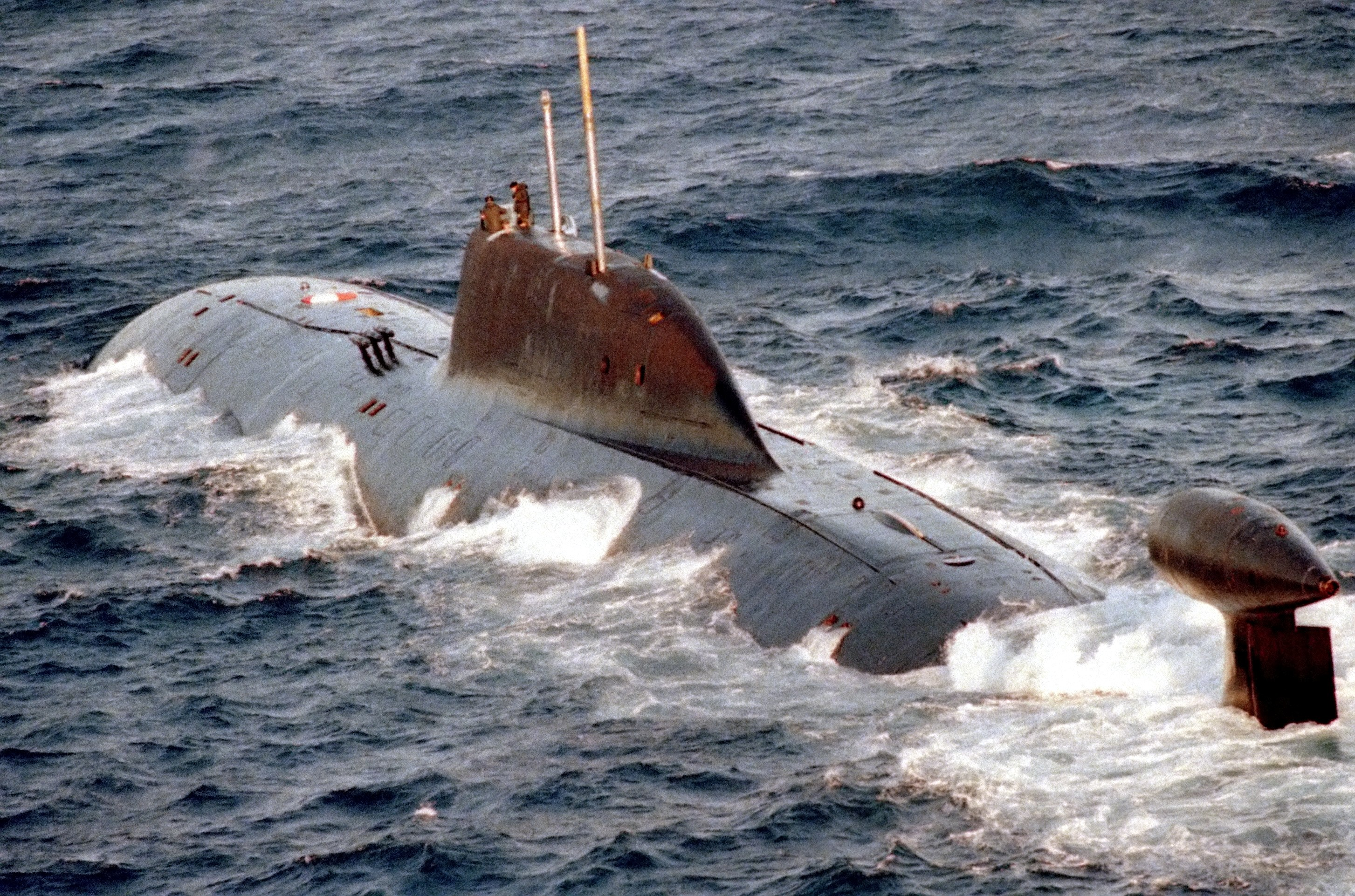
Nei sottomarini della classe Akula il sonar trainato è conservato nel contenitore a forma di goccia posto sopra il timone verticale in coda.

### Frequenze di lavoro
Grazie alla possibilità di realizzare cortine di notevoli lunghezze, lo spettro delle frequenze di ricezione è collocabile nella parte inferiore del campo di lavoro dei sistemi di localizzazione subacquea.
Le cortine consentono portate di scoperta molto elevate dato che l'attenuazione del suono per assorbimento, a frequenze molto basse,   è quasi irrilevante.

#### L'algoritmo di Thorp

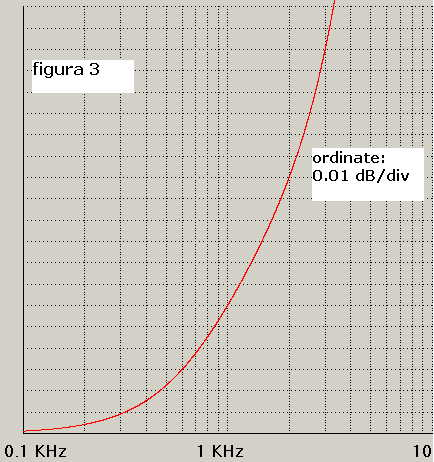
Attenuazione per assorbimento secondo l'algoritmo di Thorp

Con l'algoritmo di Thorp  si possono tracciare le curve che mostrano come varia l'attenuazione {\displaystyle \alpha k} del suono, per assorbimento,  in funzione della frequenza del segnale emesso dal bersaglio:
{\displaystyle \alpha k=\left[{\frac {0.1\cdot f^{2}}{1+f^{2}}}\right]+\left[{\frac {40\cdot f^{2}}{4100+f^{2}}}\right]+\left[{\frac {2.75\cdot f^{2}}{10^{4}}}\right]}
L'attenuazione {\displaystyle \alpha k} è espressa in {\displaystyle dB/km} in funzione di {\displaystyle fo} (frequenza media geometrica della banda) espressa in {\displaystyle kHz.}

## Guadagno di direttività
In linea di massima il guadagno di direttività di una cortina trainata ad {\displaystyle n} sensori è stimabile con l'espressione:
{\displaystyle G=10\cdot log_{10}{n}}
valida se gli {\displaystyle n}  sensori sono disposti alla distanza di {\displaystyle \lambda /2}   l'uno dall'altro
dove   {\displaystyle \lambda =1530/fo.} 
Prendendo ad esempio la frequenza di {\displaystyle fo=223\ Hz} si ha:
{\displaystyle \lambda =1530/fo=1530/223=6.86\ m\ e\ \lambda /2=3.43\ m}
Se la cortina ha una lunghezza di {\displaystyle 100\ m}   il numero dei sensori sarà:
{\displaystyle n=100/3.43\approx 30}
ed infine il calcolo di {\displaystyle G} : 
{\displaystyle G=10\cdot log_{10}{\ 30}\approx 15\ dB}

## Curva di direttività
La curva di direttività di una cortina trainata di lunghezza {\displaystyle L} e con {\displaystyle n} elementi idrofonici impiegata nel campo di frequenze compreso tra {\displaystyle f1\ ed\ f2}, può essere calcolata secondo l'algoritmo di Stenzel:
{\displaystyle R(\alpha )={\sqrt[{}]{(1/n)+(2/n^{2})\cdot \sum _{m=1}^{j}\left\{(n-m)\cdot [\sin \ (m\cdot p\cdot x)/(m\cdot p\cdot x)]\cdot \cos \ [(p+2)\cdot m\cdot x]\right\}}}}
in funzione direzione di provenienza del suono {\displaystyle \alpha }
posto: {\displaystyle j=n-1\ }; {\displaystyle \ d=L/(n-1)\ }; {\displaystyle \ c=} velocità del suono in {\displaystyle m/s} si computano
{\displaystyle x=(\pi \cdot d\cdot f_{1}/c)\cdot \sin \ \alpha }
{\displaystyle p=(f_{2}-f_{1})/f_{1}}

### Applicazione di calcolo e grafica

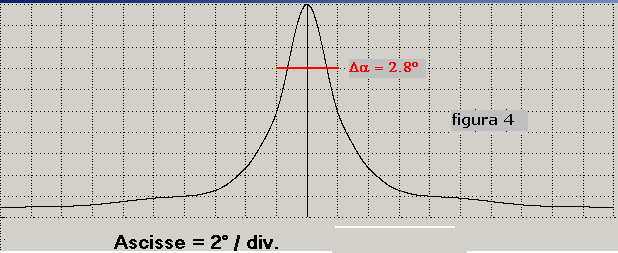
Direttività della cortina al traverso, in coordinate cartesiane, per variabile di °

Sviluppo di calcolo per il tracciamento della curva di direttività in coordinate cartesiane nel piano orizzontale e al traverso, secondo {\displaystyle \alpha } variabile di {\displaystyle +/-20}° e i valori numerici:
{\displaystyle n=30} ; {\displaystyle L=100\ m} ; {\displaystyle d=3.45}; {\displaystyle x=(3.14\cdot d\cdot f1/c)\sin \ \alpha } ; {\displaystyle f1=100\ Hz} ; {\displaystyle f2=500\ Hz} ; {\displaystyle p=4}
Il grafico si ottiene applicando la formula di Stenzel,  in funzione dell'angolo di puntamento.
La curva, tracciata in coordinate cartesiane, evidenzia una larghezza {\displaystyle \Delta \alpha } del lobo a {\displaystyle -3\ dB} pari a circa {\displaystyle 2.8}° .

### Ambiguità di scoperta

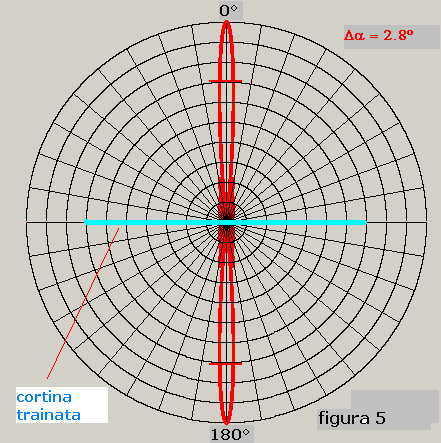
Direttività della cortina i coordinate polari per variabile di °

Se nel calcolo della direttività l'intervallo delle ascisse copre un arco di soli {\displaystyle +/-20}° non si evidenzia il fatto fondamentale che la cortina trainata, non essendo schermata da nessuna parte, presenta, sul piano orizzontale, la stessa caratteristica di direttività per la direzione opposta, a {\displaystyle 180}° rispetto a quella calcolata.
La rappresentazione della caratteristica di direttività nel piano orizzontale, tracciata in coordinate polari, per {\displaystyle \alpha +/-180}°  consente la visione completa del diagramma mettendo in evidenza la contemporaneità dei due lobi contrapposti di {\displaystyle 180}°.
Il diagramma polare della base idrofonica in esame presentava, un tempo, ambiguità di scoperta; infatti, una volta, individuato un bersaglio non era facile  stabilire se questo si trovasse sulla destra o sulla sinistra rispetto all'asse longitudinale della cortina.
Il problema è stato risolto impiegando, invece che singoli elementi sensibili, triplette di trasduttori disposti a stella; con una opportuna elaborazione dei segnali  provenienti dalle triplette si ottiene l'abbattimento di uno dei lobi che crea ambiguità.

## Portata di scoperta
Il calcolo della portata di scoperta, nel caso di propagazione normale e ricevitore del sonar in correlazione, può indicare condizioni di rivelazione del bersaglio eccellenti

### Algoritmo di calcolo
La portata del localizzatore a cortina trainata si ottiene dalla soluzione del sistema trascendente in {\displaystyle R} dove tutte le variabili sono espresse in decibel (dB)
{\displaystyle {\begin{cases}TL=60+20\cdot \log _{10}{R}+\alpha \cdot R\\TL=SL+DI-NL-DT+10\cdot \log _{10}{BW}\end{cases}}}

### Esempio di calcolo
Per scoperta con rivelatori in correlazione si assumono le variabili:
Costante di tempo d'integrazione {\displaystyle RC=1\ s}
Per {\displaystyle Priv=90\%\ e\ Pfa=5\%} si ha {\displaystyle d=8.5}
{\displaystyle f1=100\ Hz}
{\displaystyle f2=500\ Hz}
{\displaystyle fo=223\ Hz}
{\displaystyle BW=400\ Hz}
{\displaystyle SL}; caccia a bassa velocità ( {\displaystyle v<10\ nodi}) e {\displaystyle fo=223\ Hz} : {\displaystyle SL=130\ dB/\mu Pa/Hz}
{\displaystyle NL}; per mare {\displaystyle SS=2} e {\displaystyle fo=223\ Hz} : {\displaystyle NL=72\ dB/\mu Pa/Hz}
{\displaystyle DI} in correlazione pari a {\displaystyle DI=G-3\ dB=15-3=12\ dB} 
{\displaystyle DT=5\cdot log_{10}{[(BW\cdot d)/(2\cdot RC)]}}
propagazione sferico-cilindrica
dalla soluzione grafica  del sistema trascendente risulta:
Portata {\displaystyle R=89\ km} ; il dato è certamente al di sopra delle portate di scoperta ottenibili con basi idrofoniche montate sulle strutture del sottomarino o della nave nel caso che il bersaglio navigasse lentamente come nel caso trattato ({\displaystyle v<10\ nodi}).

## Modelli impiegati

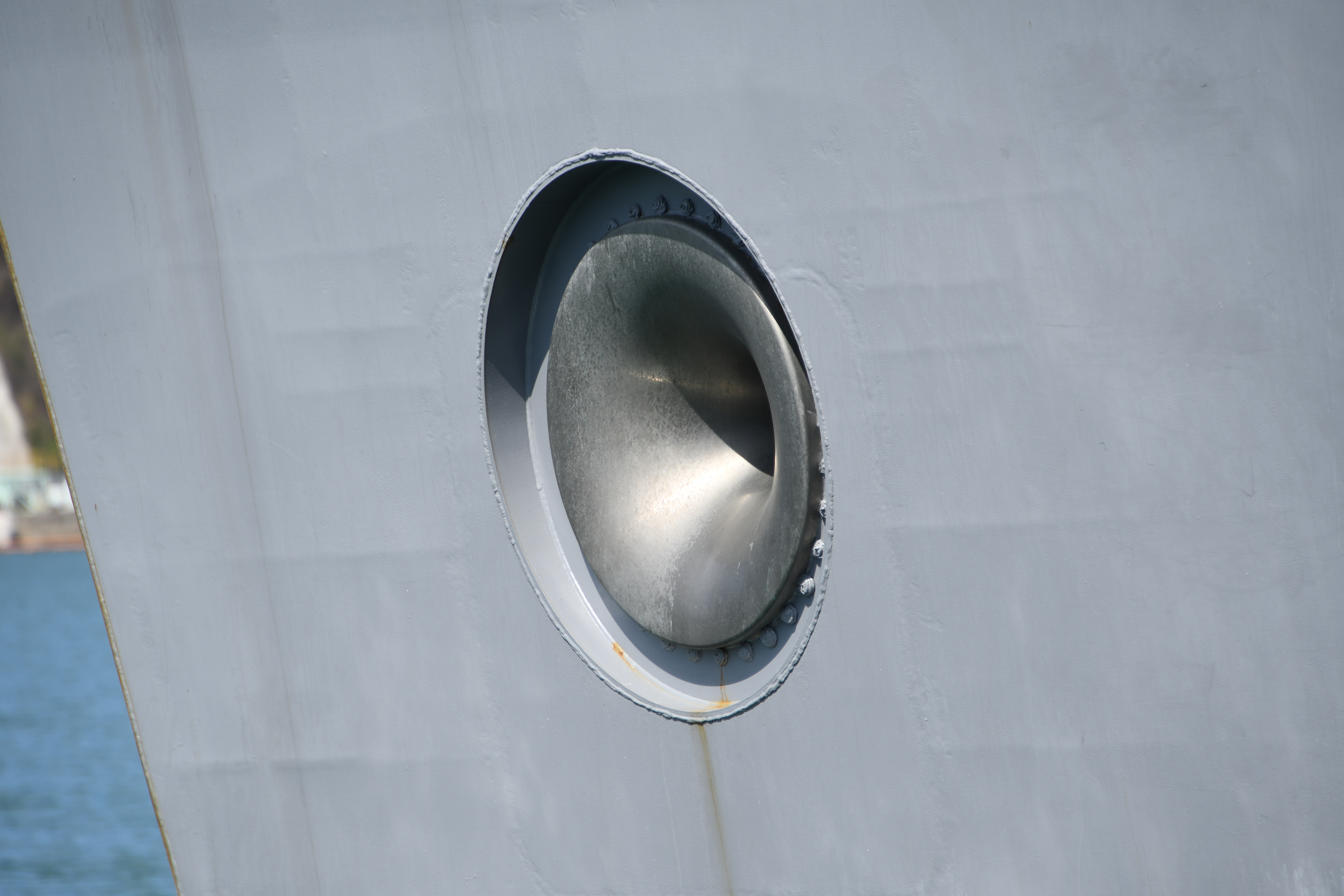
Il sonar trainato AN/SQR-20 nel suo alloggiamento a poppa.

- Stati Uniti
  - AN/UQQ-2 SURTASS
  - AN/SQR-20 MFTA
- Regno Unito
  - Sonar Type 2031
- Francia
  - DSBV-61
  - CAPTAS
- Giappone
  - Sonar Type 86 - OQR-1

## Distinzione fra TAS e VDS
Seppure esternamente molto simili, Towed Array Sonar (TAS) e Variable Depth Sonar (VDS) sono modelli diversi di sonar, rispettivamente chiamati in italiano con i nomi di sonar trainato, o anche sonar a cortina trainata, e sonar a profondità variabile. Le differenze consistono essenzialmente nelle forme delle basi idrofoniche. Il sonar a cortina trainata è costituito da un lungo tubo composto da elementi idrofonici, mentre il sonar a profondità variabile è formato da una base acustica montata in un corpo unico rimorchiato. Inoltre il sonar a cortina trainata è essenzialmente un sonar passivo che riceve il segnale acustico, mentre il sonar a profondità variabile può essere dotato di sonar attivo che non si limita a captare suoni, ma li emette per ricevere il riflesso del bersaglio.
Infine esistono modelli di sonar rimorchiati che includono entrambi i sistemi, e in tal caso ciò è specificato.